# 賀維
亞伯拉昂的賀維男爵，CH，QC，PC，（全名理查·愛德華·傑佛瑞·侯艾；1926年12月20日—2015年10月9日），中國大陸稱為傑弗里·豪，港澳稱為賀維，英國資深政治家，保守黨成員，前樞密院成員。

## 簡介
賀維是戴卓爾夫人的內閣成員中任期最長久的一位，曾先後出任財相、外相、下議院領袖及副首相。他亦是中英香港前途問題談判的關鍵人物之一。
賀維是已故首相戴卓爾夫人執政時期，在任時間最長的閣員。
1979年保守黨勝出大選後，獲戴卓爾夫人任命為財相。賀維甫上任財相後，便厲行削減開支、降赤字、控制通脹等手段。至1981年，他發表任內的第2份財政預算，更遭364名經濟學家聯名上書《泰晤士報》反對其政策，包括後來成為英倫銀行行長的金默文（Mervyn King）。支持實行私有化的賀維，成功令英國通脹率由1981年的11.9%，下降到1983年的4%以下；惟同時間當地失業率，亦於1984年急升至12%，創下50年來新高。
在中英就香港前途展開談判一事上，時任外相的賀維與戴卓爾夫人是英方談判團隊的重要成員，他曾經到訪北京及香港。賀維於1987年訪港時，曾有議員打斷他的發言，並拉起橫額抗議，指罵英方不負責任。
1990年11月1日，作為最資深的內閣成員，他因反對戴卓爾夫人的反對歐洲一體化政策，他宣布辭去所有職務，結束內閣生涯。他這個行動被認為直接影響到三星期後，後座議員、前國防大臣夏舜霆其後宣布挑戰戴卓爾夫人的黨魁地位，戴卓爾夫人最終無法能夠取得足夠支持，黯然下台。
1992年獲封為終身貴族，封號為「亞伯拉昂的賀維男爵」。
1997年6月30日，賀維有份出席香港交接儀式，並與前港督麥理浩及前首相希思繼續出席7月1日凌晨的香港特別行政區成立暨特區政府宣誓就職儀式。

## 去世
2015年10月9日，賀維看完歌劇後，在家中因心臟病發去世。